# Giovanni Antonio Bettoni
Giovanni Antonio Bettoni (Bogliaco, 8 aprile 1712 – Eger, 3 gennaio 1773) è stato un generale e nobile italiano; feldmaresciallo luogotenente, fu conte del Sacro Romano Impero e signore di Scenna.

## Biografia
Nato a Bogliaco nel 1712, suo padre Gian Domenico era mercante di limoni in Europa e tra i fornitori ufficiali della casa imperiale d'Asburgo. Giovanni Antonio studiò dapprima a Bologna per poi intraprendere la carriera militare al servizio dell'esercito imperiale austriaco, venendo inquadrato nel reggimento di cavalleria Benres dal 1733. Prese parte alla guerra di successione polacca e nel 1737 combatté contro i turchi, segnalandosi nella battaglia di Grocka dove venne ferito gravemente, perdendo l'uso di un occhio. Dopo la convalescenza, prese parte alla battaglia di Mollwitz (aprile 1741) contro i prussiani e nel 1742 combatté nella battaglia di Czaslau, venendo promosso nel 1750 al grado di maggiore. Venne trasferito quindi in Slesia, a Havlíčkův Brod, dove venne promosso tenente colonnello nel 1752 e nel 1755 raggiunse il grado di colonnello oltre ad ottenere il comando del reggimento dei corazzieri di Cordova. In questo momento mantenne contatti col celebre matematico piemontese Ignazio Secondo Radicati di Cocconato e Celle. Nella battaglia di Lobositz il 1º ottobre 1756, si guadagnò le lodi personali del generale Maximilian Ulysses Browne, col quale prese parte poi alla Battaglia di Praga, sia a quella di Kolín.
Promosso generale, il 5 dicembre 1757 combatté nella battaglia di Leuthen. L'anno successivo, il 14 ottobre 1758, combatté a Hochkirch dove trionfò nuovamente sui prussiani con un'azione intraprendente che divenne nota nei manuali tattici e che gli valse la lode personale del generale Leopold Joseph Daun, il quale riferì del comportamento del generale Bettoni direttamente all'imperatrice Maria Teresa che lo promosse al rango di maggiore generale. Il 20 e 21 novembre 1759 combatté sempre a fianco del generale Daun nella battaglia di Maxen. Il 3 novembre 1760 prese parte alla sconfitta degli austriaci nella rovinosa battaglia di Torgau.
Terminata la guerra contro la Prussia, Bettoni venne ricompensato da Maria Teresa col grado di feldmaresciallo luogotenente. Nel 1767 ottenne il comando del reggimento dei corazzieri O' Reyl, poi il reggimento di ussari Dessofoy d'istanza a Lodi ed infine ottenne il comando supremo della cavalleria austriaca nel ducato di Milano.
A partire dal 1749, affidò all'architetto Adriano Cristofali la costruzione dell'imponente Villa Bettoni a Bogliaco, dove era nato.
Morì a Eger, in Ungheria, il 3 gennaio 1773.